# Druga Slovenska Nogometna Liga 2010/11
Die Druga Slovenska Nogometna Liga 2010/11 war die 20. Spielzeit der zweithöchsten slowenischen Spielklasse im Männerfußball. Sie begann am 8. August 2010 und endete am 29. Mai 2011.

## Modus
Die 10 Mannschaften spielten jeweils dreimal gegeneinander. Der Erste sollte in die ersten Liga aufsteigen und der Letzte absteigen.

## Vereine
| Verein               | Stadt             |
| -------------------- | ----------------- |
| NK Bela krajina      | Črnomelj          |
| NK Roltek Dob        | Dob               |
| NK Aluminij          | Kidričevo         |
| NK Posavje Krško     | Krško             |
| Interblock Ljubljana | Ljubljana         |
| ND Mura 05           | Murska Sobota     |
| NK Drava Ptuj        | Ptuj              |
| NK Garmin Šenčur     | Šenčur            |
| NK Šmartno           | Šmartno ob Paki   |
| ND Dravinja Kostroj  | Slovenske Konjice |

## Abschlusstabelle
| Pl. | Verein                     | Sp. | S  | U  | N  | Tore    | Diff. | Punkte |
| --- | -------------------------- | --- | -- | -- | -- | ------- | ----- | ------ |
| 1.  | NK Aluminij 1              | 27  | 13 | 9  | 5  | 054:220 | +32   | 48     |
| 2.  | Interblock Ljubljana (A) 1 | 27  | 13 | 8  | 6  | 038:250 | +13   | 47     |
| 3.  | ND Dravinja Kostroj (N) 1  | 27  | 11 | 10 | 6  | 031:230 | +8    | 43     |
| 4.  | ND Mura 05                 | 27  | 12 | 5  | 10 | 042:370 | +5    | 41     |
| 5.  | NK Drava Ptuj (A)          | 27  | 11 | 6  | 10 | 038:410 | −3    | 39     |
| 6.  | NK Dob (N)                 | 27  | 11 | 5  | 11 | 043:440 | −1    | 38     |
| 7.  | NK Bela krajina            | 27  | 9  | 10 | 8  | 038:390 | −1    | 37     |
| 8.  | NK Krško                   | 27  | 8  | 7  | 12 | 024:350 | −11   | 31     |
| 9.  | NK Garmin Šenčur           | 27  | 4  | 10 | 13 | 037:520 | −15   | 22     |
| 10. | NK Šmartno (N)             | 27  | 6  | 4  | 17 | 031:580 | −27   | 22     |

Platzierungskriterien: 1. Punkte – 2. Direkter Vergleich (Punkte, Tordifferenz, geschossene Tore) – 3. Tordifferenz – 4. geschossene Tore

| (A) – Absteiger aus der Slovenska Nogometna Liga 2009/10 |
| (N) – Neuaufsteiger aus der Tretja Nogometna Liga        |